# 迪青根
迪青根（發音：[ˈdɪtsɪŋən] ⓘ）是德国巴登-符腾堡州斯图加特行政区路德维希堡县的城市，面积30.38平方千米，2023年12月31日人口为25,318人。